# Tom McGrath (Dramatiker)
Tom McGrath (* 23. Oktober 1940 in Rutherglen, Glasgow; † 29. April 2009 in Edinburgh) war ein schottischer Dramatiker.

## Biografie
Mitte der 1960er Jahre war McGrath eng verbunden mit der aufkeimenden Londoner Underground-Szene. Er beteiligte sich an Alexander Trocchis „Project Sigma“, arbeitete für das Friedensmagazin „Peace News“ und war Mitbegründer der International Times.
Anfang der 1970er arbeitete er mit Billy Connolly an der Great Northern Welly-Boot Show. Von 1974 bis 1977 war er Direktor des „Third Eye Centre“ (benannt unter dem Einfluss von Sri Chinmoy), einem Kunstzentrum der Gegenkultur in Glasgow, wo er zahlreiche Jazzkonzerte organisierte.
Während dieser Zeit schrieb er das populäre Theaterstück Laurel and Hardy. 1977 arbeitete er mit Jimmy Boyle (damals gerade aus dem Gefängnis entlassen, wo er wegen Mordes eingesessen hatte) an dem Stück The Hard Man über Boyles Leben. In dem autobiografischen Stück The Innocent (1979) reflektierte McGrath seine Drogenabhängigkeit in den 1960ern.
Tom McGrath starb im Alter von 68 Jahren an Leberkrebs.
2011 wurde zu Ehren von Tom McGrath der „Tom McGrath Trust“ gegründet.